# آلبرت کینزی
آلبرت کینزی (انگلیسی: Albert Kinsey؛ زادهٔ ۱۶ سپتامبر ۱۹۴۵) بازیکن فوتبال اهل بریتانیا است.
از باشگاه‌هایی که در آن بازی کرده‌است می‌توان به باشگاه فوتبال منچستر یونایتد، باشگاه فوتبال کرو آلکساندرا، باشگاه فوتبال ویگان اتلتیک، و باشگاه فوتبال ورکسام اشاره کرد.